# Éric de Mecklembourg
Titres
Prince héritier de Suède
1365 – 24 février 1389
(24 ans)
Duc corégent de Mecklembourg
– 26 juillet 1397
Duc de Gotland
1396 – 26 juillet 1397
(1 an)
Éric de Mecklembourg  (en suédois :  Erik av Mecklenburg) né après 1359, probablement en 1365 et mort le 26 juillet 1397 à Visby (Gotland) fut duc corégent de Mecklembourg et Prince héritier de Suède.

## Biographie
Éric est le fils unique du roi Albert de Suède, et de sa première  épouse Richardis de Schwerin, une fille du comte Otto Ier de Schwerin. Le duc Albert III de Mecklembourg, le père d'Éric élu roi de Suède en 1363, tente de consolider sa position jusqu'en 1386. Mais la reine Marguerite Ire de Danemark appelée par ses opposants intervient et défait Albert à la bataille d'Åsle, près de Falköping, le 24 février 1389. Albert et Éric sont capturés lors du combat. Ils ne sont relâchés que le 26 septembre 1395 après plusieurs années de négociations qui impliquent Hinrich Westhof et Johann Niebur, les maires de Lübeck.
L'année suivante, Albert charge Éric de la reconquête de Gotland. Dans l'été 1396, Éric débarque dans l'île avec une armée et au printemps 1397, il défait le gouverneur Sven Sture, qui ensuite jure allégeance à Albert Toutefois en cette même année 1397, les royaumes de Danemark, Norvège et Suède sont unis lors de l'union de Kalmar, qui établit définitivement la suprématie de  Marguerite Ire. Éric meurt de la  peste à Landscrona en 1397 près de Visby dans l'île de Gotland et il est inhumé dans l'église cathédrale Sainte-Marie de Visby.
Éric avait épousé le 10/15 février 1396 Sophie de Poméranie († avant 1408), la fille du duc Boguslaw VI de Poméranie-Wolgast. Il ne laisse aucun enfant. Sa veuve épouse après le 7 avril 1398 Nicolas V de Mecklembourg-Werle-Waren.